# 馬倫
馬氏（122年—184年），字倫，右扶風茂陵（今陕西興平東北）人，東漢太傅袁隗之妻。

## 生平
馬倫年少時有辯才。因家世顯赫，嫁妝很是豐盛。嫁給袁隗時，袁隗問說：“為人妻子在家只要拿的起箕帚整理家務而已，何必過於珍麗打扮呢？”馬倫回答：“慈親的垂愛，當然不敢違背。你如果羨慕像鮑宣、梁鴻的高尚，我也能仿效他們的妻子少君、孟光。”袁隗又問：“弟弟比兄長先結婚，會被世人取笑。現今你的姊姊都還沒嫁人，妹妹先嫁合適嗎？”馬倫回答：“我的姊姊品德高尚又如此美麗，只是還沒找到合適的如意郎君，不像我粗俗，隨便找個人就嫁了。”袁隗又問：“妳父親為南郡太守，學問深奧，文章又為一代辭宗，但任職內，常有收賄的現象發生，為什麼呢？”馬倫回答：“孔子大聖人，不免被叔孫武叔詆毀；子路至賢，還是有被公伯寮這樣的人控訴。我父親會有這樣的評論，有甚麼奇怪的呢。”袁隗不能使妻子理屈而默不作聲，帳外偷聽的人則感到慚愧。
袁隗寵貴於當時，馬倫也很有名氣。光和七年（184年），六十多岁的马伦逝世。 

## 家庭

### 父
- 馬融，東漢著名經學家。

### 夫
- 袁隗，字次陽。豫州汝南汝陽（今河南商水）人。為東漢太傅，安國康侯袁湯之子。

### 妹
- 馬芝，小時候死了親人，因為感懷，就作了篇《申情賦》。[6]

## 延伸阅读
[在维基数据编辑]
 《後漢書·卷84》，出自范晔《後漢書》